# 기쁘다 구주 오셨네
《기쁘다 구주 오셨네》(Joy to the World)는 성탄절 캐럴의 하나이다.
이 노래의 가사는 영국의 찬송 작사가 아이작 와츠가 성경의 시편 98장을 기반으로 쓴 것이다. 이 노래는 1719년에 와츠의 컬렉션으로 처음 출판되었다.
그리고 이노래의 멜로디는 1741년 헨델(메시아)이 썼으며 1830년에 로웰 메이슨이 편곡을 한 곡이다.

20세기 말에 이 노래는 북미에서 가장 출판이 많이 된 기독교 찬송가가 되었다.

## 가사

### 원문
1절
Joy to the world! the Lord is come;

Let earth receive her King;

Let every heart prepare him room,

And heaven and nature sing,

And heaven and nature sing,

And heaven, and heaven, and nature sing.
2절
Joy to the world! the Saviour reigns;

Let men their songs employ;

While fields and floods, rocks, hills, and plains

Repeat the sounding joy,

Repeat the sounding joy,

Repeat, repeat the sounding joy.
3절
No more let sins and sorrows grow,

Nor thorns infest the ground;

He comes to make His blessings flow

Far as the curse is found,

Far as the curse is found,

Far as, far as, the curse is found.
4절
He rules the world with truth and grace,

And makes the nations prove

The glories of His righteousness,

And wonders of His love,

And wonders of His love,

And wonders, wonders, of His love.

### 한국어
1절
기쁘다 구주 오셨네 만 백성 맞아라

온 교회여 다 일어나 다 찬양하여라

다 찬양하여라 다 찬양 찬양하여라
2절
구세주 탄생했으니 다 찬양하여라

이 세상의 만물들아 다 화답하여라

다 화답하여라 다 화답 화답하여라
3절
온 세상 죄를 사하려 주 예수 오셨네

죄와 슬픔 몰아내고 다 구원하시네

다 구원하시네 다 구원 구원하시네
4절
은혜와 진리 되신 주 다 주관하시니

만국 백성 구주 앞에 다 경배하여라

다 경배하여라 다 경배 경배하여라

## 같이 보기
- 고요한 밤 거룩한 밤